# ستار أكاديمي 1
هو الموسم الأول من برنامج ستار أكاديمي بنسخته العربية. بدأ في 5 ديسمبر 2003. وانتهى في 2 أبريل 2004 بفوز محمد عطية من مصر. وكان الثاني بشار الشطي من الكويت، والثالثة بهاء الكافي من تونس.
كان عدد الطلاب في هذا الموسم 16؛ 8 شباب و8 فتيات. انسحبت وفاء نادر بعد نحو أسبوع بسبب طفلها، وحلت محلها ميرا مخايل. وقد حفل بقدر وافر من الطرافة والترفيه.

## الطلاب
| المركز | الطالب             | البلد                    |
| ------ | ------------------ | ------------------------ |
| 1      | محمد عطية          | مصر                      |
| 2      | بشار الشطي         | الكويت                   |
| 3      | بهاء الكافي        | تونس                     |
| 4      | محمد خلاوي         | السعودية                 |
| 5      | أحمد الشريف        | تونس                     |
| 6      | صوفيا المريخ       | المغرب                   |
| 7      | سينتيا كرم         | لبنان                    |
| 8      | ميريام عطا الله    | سوريا                    |
| 9      | برونو طبال         | لبنان                    |
| 10     | ميرا مخايل         | لبنان                    |
| 11     | سمية الجويني       | تونس                     |
| 12     | ليلى إسكندر        | لبنان                    |
| 13     | أمين الرشيدي       | المغرب                   |
| 14     | ياسر عبد المنعم    | مصر                      |
| 15     | يوسف كاظم          | الإمارات العربية المتحدة |
| 16     | نسرين جبران        | لبنان                    |
| -      | وفاء نادر (انسحاب) | سوريا                    |

## الأساتذة
| الأستاذ      | تخصصه                                                    |
| ------------ | -------------------------------------------------------- |
| ماري محفوض   | أستاذة تمارين صوتية                                      |
| بيتي توتل    | أستاذة تمثيل وإخراج مسرحي                                |
| وديع أبي رعد | أستاذ موسيقى مدرب الأغاني                                |
| ميشال فاضل   | ملحن وعازف بيانو مدرب الأغاني                            |
| أليسار كركلا | مصممة رقص مدربة الاستعراضات                              |
| عايدة صبرا   | ممثلة ومخرجة مسرح مدربة التعبير والوقفة والخروج من الذات |
| جورج عساف    | مدرب رياضة لتحسين اللياقة والمظهر                        |